# Ségou (Kreis)

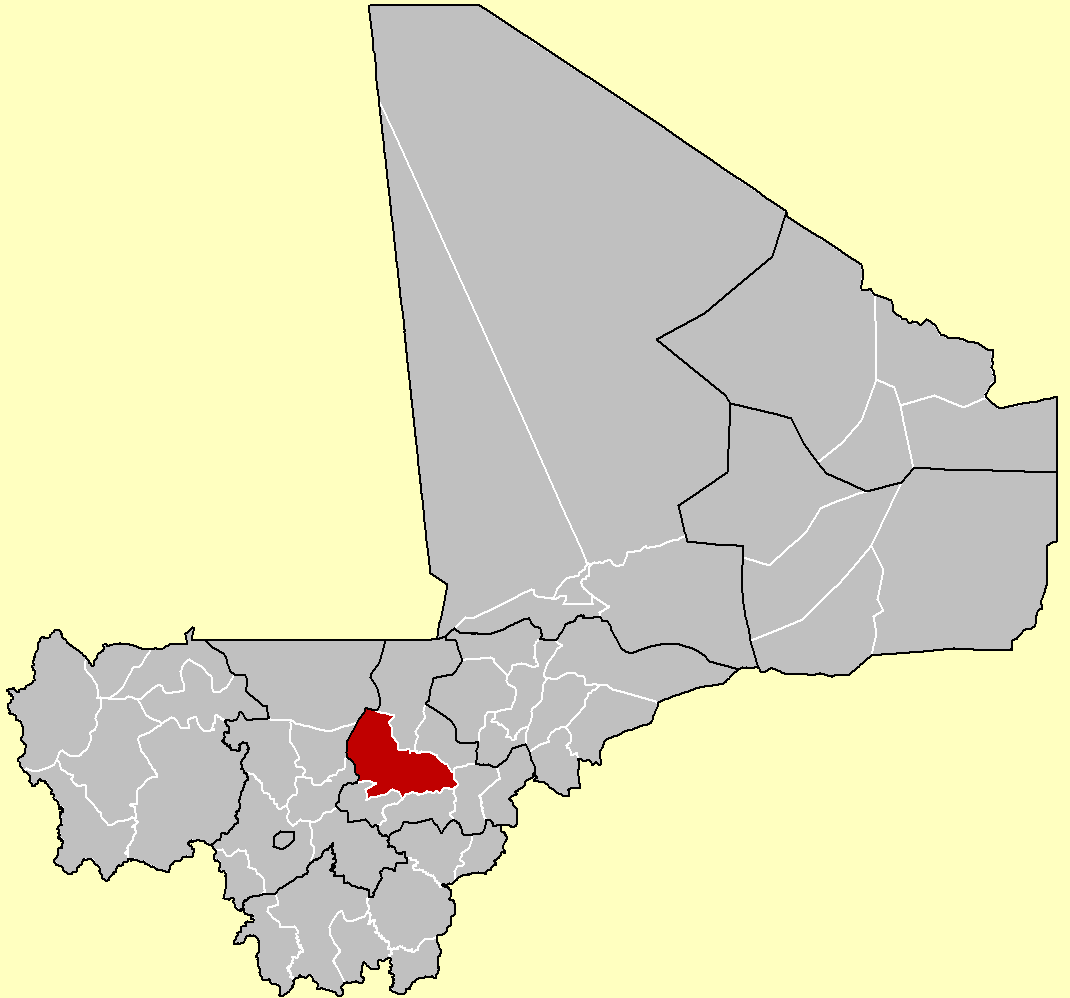
Kreis Ségou

Ségou ist der Name eines Kreises (franz. cercle de Ségou) in der gleichnamigen Region Ségou in Mali.
Die Einwohnerzahl des Kreises betrug beim Zensus 2009 691.358 Einwohner. (Zensus 2009)
Er umfasst die 29 Gemeinden Ségou (Hauptort), Baguindadougou, Bellen, Boussin, Cinzana, Diédougou, Diganibougou, Dioro, Diouna, Dougabougou, Farako, Farakou Massa, Fatiné, Kamiandougou, Katiéna, Konodimini, Markala, Massala, N'Gara, N'Koumandougou, Pélengana, Sakoïba, Sama Foulala, Saminé, Sansanding, Sébougou, Sibila, Soignébougou, Souba, Togou.